# براسيجليانو
براسيجليانو هي كومونا تقع في مقاطعة ساليرنو في منطقة كامبانيا في جنوب غرب إيطاليا .
تقع البلدية على الحدود مع فورينو وميركاتو سان سيفيرينو ومونتورو وكوينديتشي وسيانو.